# East Launceston
East Launceston är en del av en befolkad plats i Australien. Den ligger i kommunen Launceston och delstaten Tasmanien, i den sydöstra delen av landet, omkring 160 kilometer norr om delstatshuvudstaden Hobart.
Runt East Launceston är det ganska glesbefolkat, med 29 invånare per kvadratkilometer.. Närmaste större samhälle är Launceston, nära East Launceston. 
I omgivningarna runt East Launceston växer i huvudsak städsegrön lövskog. Genomsnittlig årsnederbörd är 1 078 millimeter. Den regnigaste månaden är augusti, med i genomsnitt 150 mm nederbörd, och den torraste är januari, med 35 mm nederbörd.